# Arthur Wolfe (1er vicomte Kilwarden)
Arthur Wolfe (19 janvier 1739 - 23 juillet 1803) est un pair, homme politique et juge irlandais, qui occupe le poste de Lord Chief Justice of Ireland. Il est assassiné lors de la rébellion irlandaise de 1803. 

## Jeunesse

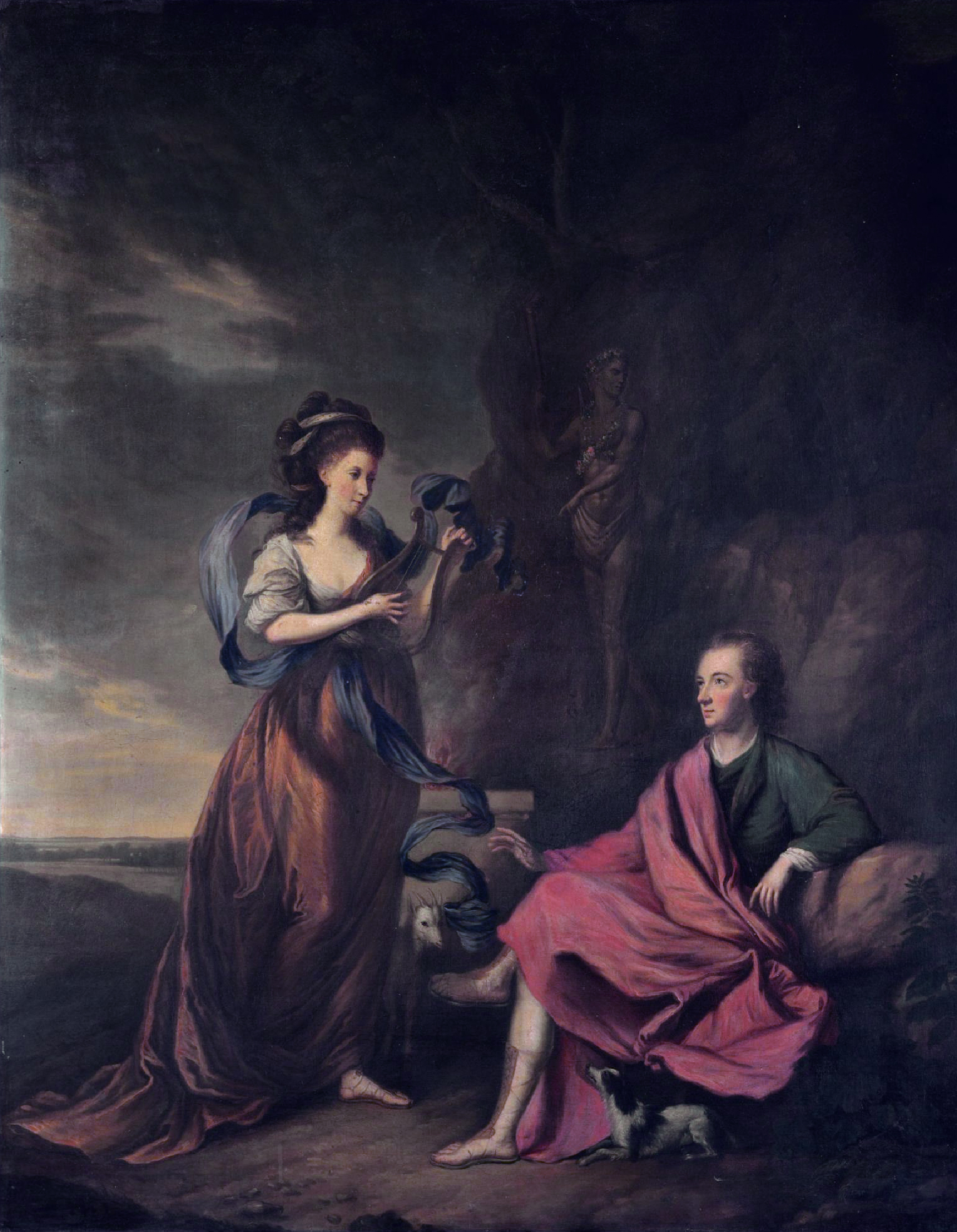
Arthur Wolfe, 1er vicomte Kilwarden et son épouse Anne (Thomas Hickey, 1769)

Arthur Wolfe est né à Forenaughts House, près de Naas. Il est le huitième de neuf fils de John Wolfe (1700-1760) et de sa femme Mary (décédée en 1763), unique enfant et héritière de William Philpot, un marchand prospère de Dublin. Un de ses frères, Peter, est le shérif supérieur de Kildare et son cousin germain, Theobald, est le père du poète Charles Wolfe. 

## Carrière
Il fait ses études au Trinity College de Dublin - où il est élu membre - et au Middle Temple de Londres. Il est admis au barreau irlandais en 1766. En 1769, il épouse Anne Ruxton (1745-1804). Après s'être créé une pratique florissante, il devient conseiller du roi en 1778. Lui et Anne ont quatre enfants, John, Arthur, Mariana et Elizabeth. 
En 1783, il est élu député de Coleraine, qu'il représente jusqu'en 1790. En 1787, il est nommé solliciteur général de l'Irlande et réélu au Parlement pour Jamestown en 1790. 
Nommé procureur général d'Irlande en 1789, il est connu pour son adhésion stricte aux lois et pour son opposition aux mesures arbitraires prises par les autorités, malgré sa position dans l'ascendance protestante. En 1792, il poursuit William Drennan sans succès. En 1795, Lord Fitzwilliam, le nouveau lord-lieutenant d'Irlande, a l'intention de le démettre de ses fonctions de procureur général pour laisser la place à George Ponsonby. En compensation, l'épouse de Wolfe est créée baronne Kilwarden le 30 septembre 1795. Cependant, le rappel de Fitzwilliam permet à Wolfe de conserver ses fonctions. 
En janvier 1798, il est simultanément réélu au Parlement pour Dublin City et Ardfert. Cependant, il quitte la Chambre des communes lorsqu'il est nommé juge en chef du banc des rois pour l'Irlande et créé baron Kilwarden le 3 juillet 1798. 

### Wolfe Tone
Après la rébellion irlandaise de 1798, il se distingue par deux ordonnances d'habeas corpus en faveur de Wolfe Tone, alors détenu par l'armée, mais celles-ci sont ignorées et devancées par le suicide de Tone en prison. En 1795, il a également prévenu Tone et certains de ses associés de quitter l'Irlande pour éviter des poursuites. Le parrain de Tone, Theobald Wolfe de Blackhall (le père de Charles Wolfe) est le cousin germain de Kilwarden et Tone est peut-être le fils naturel de Theobald. Ces tentatives d'aider un adversaire politique sont uniques à l'époque. 
Après le passage de l'acte d'Union, qu'il appuie, Kilwarden est créé vicomte Kilwarden le 29 décembre 1800. En 1802, il est nommé chancelier de l'université de Dublin. 
Malgré ses actions en faveur de Wolfe Tone, Kilwarden est haï par les Irlandais unis pour avoir poursuivi William Orr en 1797, et il craint beaucoup pour sa sécurité après l'échec de leur rébellion. Son assassinat de 1803 aurait souvent été une vengeance tardive pour le décès d'Orr. Une autre théorie est qu’il s’agissait d’un cas d’identité erronée, la cible réelle étant son collègue Hugh Carleton (1er vicomte Carleton) (bien que plusieurs témoins aient affirmé que Wolfe s’était identifié avec ses assassins, qui avaient répondu: "Vous êtes celui que nous voulons"). 
En 1802, il préside l'affaire contre le major Sirr dans laquelle les abus de pouvoir habituellement utilisés pour réprimer la rébellion sont exposés au tribunal,. 

### Le père Gahan
La même année, il ordonne que le célèbre prêtre catholique, le père William Gahan, soit emprisonné pour outrage au tribunal. Dans l'affaire concernant le testament contesté de l'ami de Gahan, John Butler (12e baron Dunboyne), le prêtre refuse de répondre à certaines questions au motif que cela violerait le secret de la confession, malgré une décision (qui a été annulée au XXe siècle) que la common law ne reconnaît pas le secret de la confession comme un motif de refus de témoigner. Le juge a peut-être ressenti une certaine sympathie personnelle pour la situation difficile de Gahan, car il est libéré de prison au bout de quelques jours seulement. 

## Décès
Au cours de la rébellion de 1803, Kilwarden, à qui les Irlandais unis n'ont jamais pardonné l'exécution de William Orr, est clairement en grand danger. Dans la nuit du 23 juillet 1803, l'approche des rebelles de Kildare l'incite à quitter sa résidence, Newlands House, dans la banlieue de Dublin, avec sa fille Elizabeth et son neveu, Rev. Richard Wolfe. Pensant qu'il serait plus en sécurité parmi la foule, il ordonne à son chauffeur de passer par Thomas Street dans le centre-ville; Cependant, la rue est occupée par les rebelles de Robert Emmet. Il est rapidement traîné hors de sa voiture et poignardé à plusieurs reprises avec des piques. Son neveu est assassiné de la même manière, tandis qu'Elizabeth est autorisée à s'échapper au château de Dublin, où elle sonne l'alarme. Après la répression des rebelles, il est découvert que Kilwarden était toujours en vie et est emmené dans une maison de surveillance où il meurt peu de temps après. Ses dernières paroles, en réponse à un soldat qui a appelé à la mort de ses meurtriers, étaient : « Le meurtre doit être puni; mais qu'aucun homme ne souffre pour ma mort, si ce n'est par un procès équitable et selon les lois de son pays. » 
Son fils aîné John Wolfe, 2e vicomte Kilwarden, lui succède. Ni John ni son jeune frère Arthur, décédé en 1805, n'ont de descendant masculin, et à la mort de John en 1830, le titre disparaît. 